# Ragnar Grippe
Ragnar Grippe, född 15 oktober 1951 i Stockholm, är en svensk tonsättare. Grippe har studerat cello vid musikhögskolan och under Pierre Schaeffer vid franska radions elektronmusikstudio GRM i Paris i början av 1970-talet. Grippe är mest känd för att ha komponerat ledmotivet till filmerna om Jönssonligan och TV-serien Svensson, Svensson. Han komponerade dessutom den övriga musiken till de fem första filmerna om Jönssonligan samt musiken till Svensson, Svensson - filmen. Grippe har också komponerat en hel del annan musik, till största delen elektronisk, bland annat Conversation från 1985, komponerad i Elektronmusikstudion, Stockholm, för elektroniska klanger, röster och cello, efter en resa till Hiroshima 40 år efter att atombomben detonerade. Grippes pianokonsert från 1993 tillägnades Roland Pöntinen, som också har framfört den.
Ragnar Grippe är son till Solwig Grippe och Roland Grippe.

## Verk
- Capriccio, EAM (1973)
- Experimenta I, EAM (1973)
- Experimenta II, EAM (1973)
- So Long, EAM (1973)
- Variations de voix, EAM (1973)
- What?, EAM (1973)
- Sine qua non I, EAM (1973–74)
- Sine qua non II, EAM (1974)
- Anagram, EAM (1974)
- Corpi identici divisi, EAM (1974)
- Marathon, EAM (1974)
- Three Movements, EAM (1974)
- Chamber Music, EAM (1975)
- Electra Glide för tape med klarinett ad lib. (1975)
- Margana, EAM (1975)
- Musique douze, EAM (1975)
- Ritorno, elektronisk balettmusik (1975)
- Ur undrens tid, text-ljudkomposition till text av Lasse Söderberg (1975)
- Music from the Past of Today för 2 klaverinstrument och tape (1976)
- Out of Sight, EAM (1976)
- Romeo & Juliet (1976)
  - Balettversion
  - Konsertversion
- Situation I–IV, EAM (1976)
- The Day after Tomorrow, EAM (1976)
- Reminiscense, EAM (1977)
- Sand, elektronmusik (1977)
- Untitled, EAM (1977)
- Where are they?, EAM (1977)
- Paperland I–V, EAM (1978)
- Restes, elektronisk balettmusik (1978)
- Orchestra, EAM (1980)
- Through Black and White, elektronisk balettmusik (1980)
- 30 november, elektronisk balettmusik (1981)
- Lost Secrets, EAM (1981)
- Ten Temperaments, EAM (1981)
- Salome I-II, EAM (1981)
- Symphonic Songs, EAM (1981)
- Des sites, elektronisk musik till dans (1983)
- Savannah Bay, EAM (1983)
- Conversation för cello och tape (1985)
- Musik till Socialdemokraternas valfilm för piano, cello och tape (1985)
- Pianostück 1–2 för piano (1985)
- The Room (1986)
- Aurora, opera i 4 akter med libretto av Ulla-Britt Edberg (1988)
- Eurydike för blandad kör och orkester till text av Stig Larsson (1988)
- Six pieces pour hautbois et cordes för oboe och stråkorkester (1989)
- Chant för symfoniorkester (1990)
- Musique pour deux pianos för 2 pianon (1990)
- Musique pour orgue för orgel (1990)
- Poemes d'un avenir passé, EAM (1990)
- Symphonie des deux continents för blandad kör och orkester (1990)
- L’arbre egayé, EAM (1992)
- Pianokonsert nr 1 (1993)
- Suspended Choirs, EAM (1993)
- La distraction fut sentie par plusieurs personnes för 2 pianon (1994)
- L’archer coupe l’air en deux, EAM (1994)
- Le mécanicien effréné, EAM (1994)
- La chambre d’un rêve, EAM (1995)
- L’étrange lumière d’hier för flöjt, klarinett, stråkkvartett och piano (1996)
- Requiem för sopran och synthesizer (1996)
- Shifting Spirits, EAM (1996)
- Vase in Two Parts, EAM (1996)
- Grand voyage sans larmes, EAM (1998)
- Enigma Frame, EAM (2000)
- So Be It, EAM (2000)
- Voix insolites, EAM (2000)
- Ritorno II, EAM (2003)
- The Jagged Edge, EAM (2005)
- Sapphire Dreams, EAM (2006)
- The Road, EAM (2007)
- Napoli Down, EAM (2008)
- Vox altra, EAM (2008)
- The 8th Abstraction, EAM (2010)
- Dream Train (2012)
- Crushing Silence, EAM (2013)
- the C E L L I S T, EAM (2014)

### Filmmusik
- Kejsaren (1979)
- Ondskans värdshus (1981)
- Varning för Jönssonligan (1981)
- En flicka på halsen (1982)
- Jönssonligan och Dynamit-Harry (1982)
- Sista leken (1984)
- Jönssonligan får guldfeber (1984)
- Skuggan av Henry (1984–85)
- Return (1985)
- Jönssonligan dyker upp igen (1986)
- Jönssonligan på Mallorca (1989)
- Svensson, Svensson - filmen (1997)
- Föräldramötet (2003)

### Musik till TV-serier
- Roland Hassel
- Svensson, Svensson